# Довга Вода
Длга-Вода (словац. Dlhá voda) — річка в Словаччині, права притока Полгоранки, протікає в окрузі Наместово.
Довжина приблизно 8.8-10.5 км. Витік знаходиться в масиві Оравські Бескиди (геоморфологічна підодиниця Пілско; схил гори Пілско) — на висоті близько 1420 метрів. Протікає територією села Оравська Полгора.
Впадає в Полгоранку на висоті приблизно 695-700 метрів.